# Балк (правитель Молдавского княжества)
Балк (Балица; рум. Baliță; венг. Balk, ? — между 1395 и 1404) — воевода, правитель земель, ставших при Богдане I независимым Молдавским княжеством. Он был братом Драга, сыном Саса — второго воеводы Молдавии и внуком Драгоша — основателя княжества.

## История
Балк сменил на престоле своего отца Саса, но удержался всего лишь в течение 1359 года, после чего был смещён другим воеводой из Марамуреша Богданом I.
После отстранения от престола Балк покинул Молдавское княжество и возвратился в Марамуреш, где в 1365 году венгерский король передал ему и его двоюродным братьям (Драгу, Драгомиру и Стефану) земли, которыми раньше управлял Богдан I. Им также был пожалован титул Воеводы Марамуреша.
Балк и Драг управляли Марамурешом до смерти Балка в 1395 году. Драг же стал основателем венгерского аристократического рода Драгфи.